# Vassal (Portugal)
Pour les articles homonymes, voir Vassal.
Vassal est une paroisse civile (en portugais : freguesia) rattachée à la municipalité portugaise de Valpaços, et située dans le district de Vila Real et la région Nord.